# Howard Mwikuta
Howard Mwikuta (Ndola, 20 giugno 1941 – Chililabombwe, 26 febbraio 1988) è stato un calciatore e giocatore di football americano zambiano.

## Biografia
Rimasto orfano di entrambi i genitori all'età di due anni, viene così cresciuto da un fratello maggiore. Divenuto calciatore, giocò in patria e negli Stati Uniti d'America, dove provò a cimentarsi anche nel football americano come kicker, venendo ingaggiato dai Dallas Cowboys. Tale esperienza terminò molto presto, venendo svincolato prima dell'inizio della stagione regolare.

## Carriera

### Club
In patria ha giocato nel Bancroft North End e nel Kabwe Warriors.
Nel 1967 si trasferisce negli Stati Uniti per giocare negli Atlanta Chiefs, squadra con la quale in quella stagione ottenne il quarto posto della Western Division della NPSL, mancando quindi la qualificazione per la finale della competizione, poi vinta dagli Oakland Clippers. Mwikuta rimase svincolato al termine della stagione, ma decise di rimanere negli USA per dedicarsi allo studio dell'educazione fisica.
Nel 1969 è ingaggiato dai Dallas Tornado. Con il suo club ottenne il terzo posto nella NASL 1969 ed il terzo nella Southern Division nel campionato seguente.
Ritornato in patria, militò nel City of Lusaka e nel Rhokana United.

### Nazionale
Ha giocato diciassette incontri nella nazionale di calcio dello Zambia.

## Palmarès
- Campionato NASL: 1

Atlanta Chiefs: 1968